# Jérôme Roussillon
Jérôme Roussillon (Sarcelles, 6 gennaio 1993) è un calciatore francese originario di Guadalupa, difensore o centrocampista della nazionale di calcio della Guadalupa, svincolato.

## Carriera

### Club

#### Sochaux
Dopo 4 anni nella seconda squadra del Sochaux, nel 2011 passa in prima squadra dove l'esordio avviene il 2 maggio 2012, nel match perso 2-1 contro l'Ajaccio, entrando al 76º minuto dell'incontro. L'esordio da titolare avviene la giornata seguente, nel match vinto 1-0 contro il Nancy-Lorraine. Il 5 gennaio 2013 fa il suo esordio in Coupe de France, nel match vinto 1-0 contro l'ES Thaon, subentrando all'85º a Camara. Il 26 agosto 2012 fa il suo esordio in Coupe de France, nel match vinto 3-1 contro l'Évian TG, subentrando al primo minuto dei tempi supplementari a Sauget.

#### Montpellier, Wolfsburg e Union Berlino
Il 20 gennaio 2015 viene ufficializzato il suo passaggio al Montpellier a partire dalla stagione 2015-2016.
Il 6 agosto 2018 viene acquistato a titolo definitivo dal Wolfsburg.
Titolare inamovibile nelle prime stagioni col club tedesco, nella stagione 2022-2023 inizia ad ottenere sempre meno spazio e, dopo aver fatto solo 4 presenze stagionali, il 12 gennaio 2023 si trasferisce a titolo definitivo all'Union Berlino.

### Nazionale
Viene convocato dalla nazionale francese U18 nel match vinto 2-1 contro la Germania U18 in Germania, giocando dal primo minuto. Inoltre gioca 2 partite con la nazionale francese U20, entrando in ambedue le partite al 46º minuto.

## Statistiche

### Presenze e reti nei club
Statistiche aggiornate al 12 gennaio 2023.
| Stagione           | Squadra            | Campionato         | Campionato | Campionato | Coppe nazionali | Coppe nazionali | Coppe nazionali | Coppe continentali | Coppe continentali | Coppe continentali | Altre coppe | Altre coppe | Altre coppe | Totale | Totale |
| Stagione           | Squadra            | Comp               | Pres       | Reti       | Comp            | Pres            | Reti            | Comp               | Pres               | Reti               | Comp        | Pres        | Reti        | Pres   | Reti   |
| ------------------ | ------------------ | ------------------ | ---------- | ---------- | --------------- | --------------- | --------------- | ------------------ | ------------------ | ------------------ | ----------- | ----------- | ----------- | ------ | ------ |
| 2011-2012          | Sochaux            | L1                 | 4          | 0          | CF+CdL          | -               | -               | -                  | -                  | -                  | -           | -           | -           | 4      | 0      |
| 2012-2013          | Sochaux            | L1                 | 25         | 0          | CF+CdL          | 2+1             | 0               | -                  | -                  | -                  | -           | -           | -           | 28     | 0      |
| 2013-2014          | Sochaux            | L1                 | 1          | 0          | CF+CdL          | -               | -               | -                  | -                  | -                  | -           | -           | -           | 1      | 0      |
| 2014-2015          | Sochaux            | L1                 | 24         | 0          | CF+CdL          | 0+1             | 0               | -                  | -                  | -                  | -           | -           | -           | 25     | 0      |
| Totale Sochaux     | Totale Sochaux     | Totale Sochaux     | 54         | 0          |                 | 4               | 0               |                    |                    |                    |             |             |             | 58     | 0      |
| 2015-2016          | Montpellier        | L1                 | 33         | 3          | CF+CdL          | 2+1             | 0               | -                  | -                  | -                  | -           | -           | -           | 36     | 3      |
| 2016-2017          | Montpellier        | L1                 | 32         | 1          | CF+CdL          | 1+1             | 0               | -                  | -                  | -                  | -           | -           | -           | 34     | 1      |
| 2017-2018          | Montpellier        | L1                 | 22         | 3          | CF+CdL          | 2+1             | 0               | -                  | -                  | -                  | -           | -           | -           | 25     | 2      |
| Totale Montpellier | Totale Montpellier | Totale Montpellier | 77         | 7          |                 | 8               | 0               |                    |                    |                    |             |             |             | 95     | 6      |
| 2018-2019          | Wolfsburg          | BL                 | 28         | 3          | CG              | 3               | 0               | -                  | -                  | -                  | -           | -           | -           | 31     | 3      |
| 2019-2020          | Wolfsburg          | BL                 | 29         | 1          | CG              | 1               | 0               | UEL                | 7                  | 0                  | -           | -           | -           | 37     | 1      |
| 2020-2021          | Wolfsburg          | BL                 | 20         | 0          | CG              | 0               | 0               | UEL                | 3                  | 0                  | -           | -           | -           | 23     | 0      |
| 2021-2022          | Wolfsburg          | BL                 | 26         | 1          | CG              | 1               | 0               | UCL                | 6                  | 0                  | -           | -           | -           | 33     | 1      |
| 2022-gen. 2023     | Wolfsburg          | BL                 | 4          | 0          | CG              | 0               | 0               | -                  | -                  | -                  | -           | -           | -           | 0      | 0      |
| Totale Wolfsburg   | Totale Wolfsburg   | Totale Wolfsburg   | 107        | 5          |                 | 5               | 0               |                    | 16                 | 0                  |             |             |             | 134    | 5      |
| gen.-giu. 2023     | Union Berlino      | BL                 | 0          | 0          | CG              | 0               | 0               | UEL                | 0                  | 0                  | -           | -           | -           | 0      | 0      |
| Totale carriera    | Totale carriera    | Totale carriera    | 241        | 12         |                 | 17              | 0               |                    | 16                 | 0                  |             |             |             | 274    | 12     |

### Cronologia presenze e reti in nazionale
| Cronologia completa delle presenze e delle reti in nazionale ― Guadalupa | Cronologia completa delle presenze e delle reti in nazionale ― Guadalupa | Cronologia completa delle presenze e delle reti in nazionale ― Guadalupa | Cronologia completa delle presenze e delle reti in nazionale ― Guadalupa | Cronologia completa delle presenze e delle reti in nazionale ― Guadalupa | Cronologia completa delle presenze e delle reti in nazionale ― Guadalupa | Cronologia completa delle presenze e delle reti in nazionale ― Guadalupa | Cronologia completa delle presenze e delle reti in nazionale ― Guadalupa |
| Data                                                                     | Città                                                                    | In casa                                                                  | Risultato                                                                | Ospiti                                                                   | Competizione                                                             | Reti                                                                     | Note                                                                     |
| ------------------------------------------------------------------------ | ------------------------------------------------------------------------ | ------------------------------------------------------------------------ | ------------------------------------------------------------------------ | ------------------------------------------------------------------------ | ------------------------------------------------------------------------ | ------------------------------------------------------------------------ | ------------------------------------------------------------------------ |
| 24-3-2023                                                                | Les Abymes                                                               | Guadalupa                                                                | 0 – 1                                                                    | Antigua e Barbuda                                                        | CONCACAF Nations League 2022-2023 - 1º turno                             | -                                                                        |                                                                          |
| 26-3-2023                                                                | Santiago di Cuba                                                         | Cuba                                                                     | 1 – 0                                                                    | Guadalupa                                                                | CONCACAF Nations League 2022-2023 - 1º turno                             | -                                                                        | 46’                                                                      |
| 8-9-2023                                                                 | Basseterre                                                               | Saint Kitts e Nevis                                                      | 1 – 2                                                                    | Guadalupa                                                                | CONCACAF Nations League 2023-2024 - 1º turno                             | -                                                                        |                                                                          |
| 10-9-2023                                                                | Petit-Canal                                                              | Guadalupa                                                                | 4 – 0                                                                    | Sint Maarten                                                             | CONCACAF Nations League 2023-2024 - 1º turno                             | -                                                                        | 65’                                                                      |
| 12-10-2023                                                               | Gros Islet                                                               | Saint Lucia                                                              | 2 – 1                                                                    | Guadalupa                                                                | CONCACAF Nations League 2023-2024 - 1º turno                             | 1                                                                        | 86’                                                                      |
| 15-10-2023                                                               | Sainte-Anne                                                              | Guadalupa                                                                | 2 – 0                                                                    | Saint Lucia                                                              | CONCACAF Nations League 2023-2024 - 1º turno                             | -                                                                        | 86’                                                                      |
| 16-11-2023                                                               | Bridgetown                                                               | Sint Maarten                                                             | 0 – 2                                                                    | Guadalupa                                                                | CONCACAF Nations League 2023-2024 - 1º turno                             | -                                                                        | 78’                                                                      |
| 19-11-2023                                                               | Sainte-Anne                                                              | Guadalupa                                                                | 5 – 0                                                                    | Saint Kitts e Nevis                                                      | CONCACAF Nations League 2023-2024 - 1º turno                             | 1                                                                        |                                                                          |
| 5-9-2024                                                                 | San José                                                                 | Costa Rica                                                               | 3 – 0                                                                    | Guadalupa                                                                | CONCACAF Nations League 2024-2025 - 1º turno                             | -                                                                        | 88’                                                                      |
| 9-9-2024                                                                 | Le Gosier                                                                | Guadalupa                                                                | 1 – 0                                                                    | Suriname                                                                 | CONCACAF Nations League 2024-2025 - 1º turno                             | -                                                                        | 70’                                                                      |
| 11-10-2024                                                               | Le Gosier                                                                | Guadalupa                                                                | 0 – 1                                                                    | Martinica                                                                | CONCACAF Nations League 2024-2025 - 1º turno                             | -                                                                        | 83’                                                                      |
| 15-10-2024                                                               | Le Gosier                                                                | Martinica                                                                | 0 – 0                                                                    | Guadalupa                                                                | CONCACAF Nations League 2024-2025 - 1º turno                             | -                                                                        | 62’                                                                      |
| 19-11-2024                                                               | Le Gosier                                                                | Guadalupa                                                                | 1 – 0                                                                    | Isole Cayman                                                             | CONCACAF Nations League 2024-2025 - Play-in                              | -                                                                        |                                                                          |
| 21-3-2025                                                                | Le Gosier                                                                | Guadalupa                                                                | 1 – 0                                                                    | Nicaragua                                                                | Qual. Gold Cup 2025                                                      | -                                                                        |                                                                          |
| 25-3-2025                                                                | Managua                                                                  | Nicaragua                                                                | 0 – 1                                                                    | Guadalupa                                                                | Qual. Gold Cup 2025                                                      | -                                                                        | 90+3’                                                                    |
| 16-6-2025                                                                | Carson                                                                   | Panama                                                                   | 5 – 2                                                                    | Guadalupa                                                                | Gold Cup 2025 - 1° turno                                                 | -                                                                        | 81’                                                                      |
| 20-6-2025                                                                | San Jose                                                                 | Giamaica                                                                 | 2 – 1                                                                    | Guadalupa                                                                | Gold Cup 2025 - 1° turno                                                 | -                                                                        | 59’                                                                      |
| Totale                                                                   |                                                                          | Presenze                                                                 | 17                                                                       |                                                                          | Reti                                                                     | 2                                                                        |                                                                          |

| Cronologia completa delle presenze e delle reti in nazionale ― Francia under 20 | Cronologia completa delle presenze e delle reti in nazionale ― Francia under 20 | Cronologia completa delle presenze e delle reti in nazionale ― Francia under 20 | Cronologia completa delle presenze e delle reti in nazionale ― Francia under 20 | Cronologia completa delle presenze e delle reti in nazionale ― Francia under 20 | Cronologia completa delle presenze e delle reti in nazionale ― Francia under 20 | Cronologia completa delle presenze e delle reti in nazionale ― Francia under 20 | Cronologia completa delle presenze e delle reti in nazionale ― Francia under 20 |
| Data                                                                            | Città                                                                           | In casa                                                                         | Risultato                                                                       | Ospiti                                                                          | Competizione                                                                    | Reti                                                                            | Note                                                                            |
| ------------------------------------------------------------------------------- | ------------------------------------------------------------------------------- | ------------------------------------------------------------------------------- | ------------------------------------------------------------------------------- | ------------------------------------------------------------------------------- | ------------------------------------------------------------------------------- | ------------------------------------------------------------------------------- | ------------------------------------------------------------------------------- |
| 5-3-2013                                                                        | Créteil                                                                         | Francia under 20                                                                | 2 – 0                                                                           | Portogallo under 20                                                             | Amichevole                                                                      | -                                                                               | 46’                                                                             |
| 25-3-2013                                                                       | Stade de France                                                                 | Francia under 20                                                                | 3 – 0                                                                           | Romania under 20                                                                | Amichevole                                                                      | -                                                                               | 46’                                                                             |
| Totale                                                                          |                                                                                 | Presenze                                                                        | 2                                                                               |                                                                                 | Reti                                                                            | 0                                                                               |                                                                                 |